# Islas Senkaku
Las Islas Senkaku (尖閣諸島 Senkaku-Shotō?), o en sus  variantes: Senkaku-guntō y Senkaku-rettō o Diaoyutai (en chino tradicional, 釣魚台列島; en chino simplificado, 釣魚台及其附屬島嶼; pinyin, Diàoyútái Lièdǎo) son un grupo de islas en el extremo suroccidental de Japón. Estas islas están en disputa entre Japón, la República Popular China y la República de China (Taiwán).

## Situación y contexto geopolítico
Estas ocho islas y peñascos bajo control japonés son reivindicados por la República de China (Taiwán) y por la República Popular de China. En los medios de comunicación internacionales, estas islas son también llamadas Diaoyu o Pinnacle (en inglés).
Estas islas son reivindicadas desde finales de los años 1960 por la República de China (Taiwán) que las vincula con la ciudad de Toucheng en el condado de Yilan; y por la República popular de China como parte de sus pretensiones sobre Taiwán. El interés de estas islas es económico. Además de tener aguas marítimas con mucha pesca, ocultan yacimientos potenciales de hidrocarburos en las cercanías, como el de Chunxiao/Shirakaba. También tienen un interés estratégico tanto para la marina china como estadounidense.

## Geografía

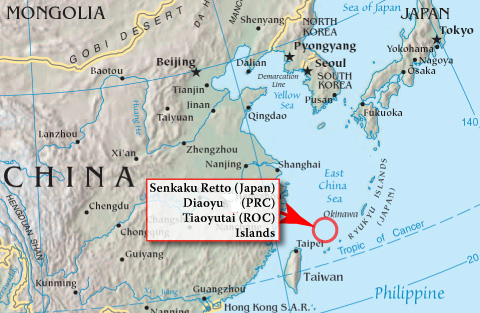
mapa de ubicación de las islas Senkaku.

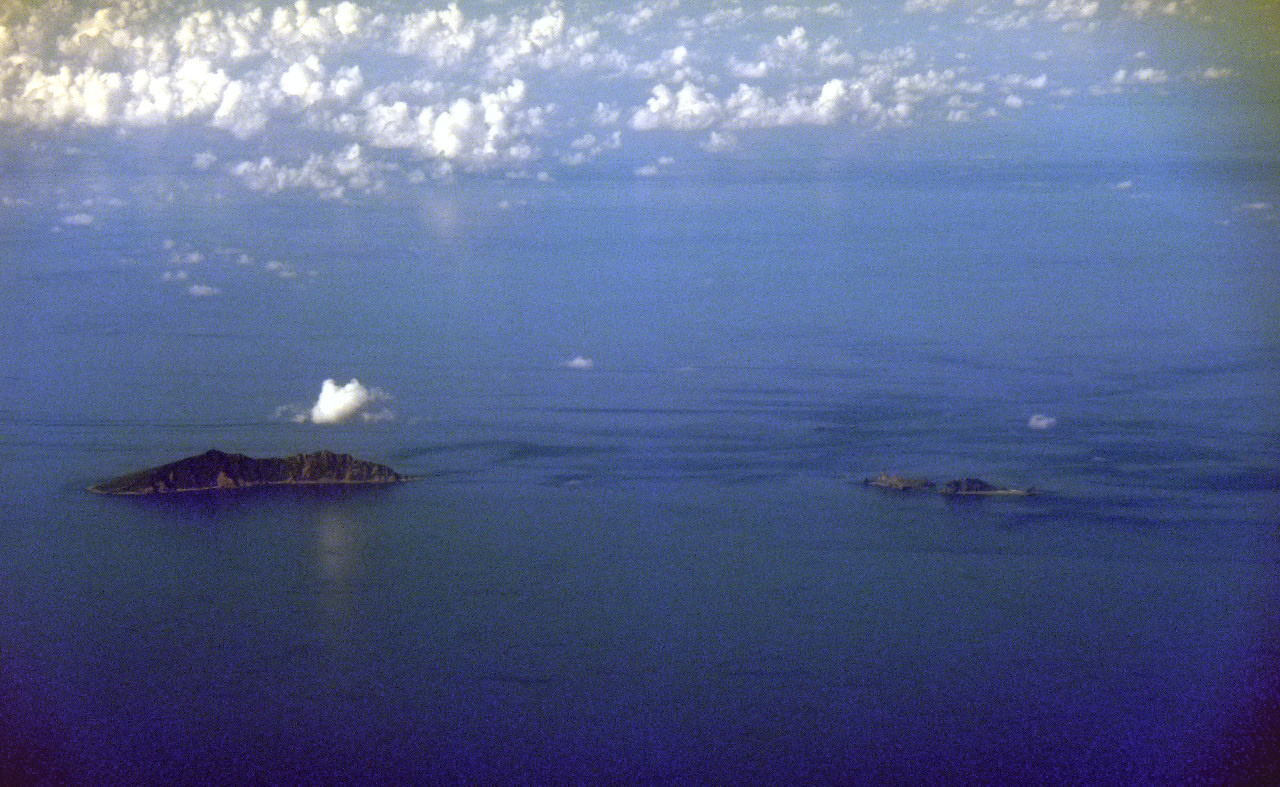
Vista aérea desde un avión de las islas de Uotsuri Jima, Kita Kojima y Minami Kojima.

El archipiélago está formado por cinco islas volcánicas:
- Uotsuri-jima (Isla de la pesca de peces) en japonés, Diaoyu Dao en chino; es la isla más grande con 4,3 km² de superficie (1, al oeste) (25°45′ N, 123°28′ E), la altitud máxima está de 362 metros.
- Kuba-jima (Literalmente, isla del lugar de antaño) en japonés, Huangwei Yu ("Cola Amarilla") en chino, 1,08 km² (al nordeste de la anterior).
- Taisho-jima (Isla de la gran rectitud) en japonés, Chiwei Yu ("Cola Roja") en chino, 0,0609 km² (muy al este).
- Kita-kojima (Pequeña isla del norte) en japonés, Bei Xiaodao en chino, 0,31 km².
- Minami-kojima (Pequeña isla del sur) en japonés, Nan Xiaodao en chino, 0,40 km².
- y tres peñascos: Oki-no-kita-iwa ("Peñón Septentrional del Mar Abierto"); Oki-no-Minami-iwa ("Peñón Meridional del Mar Abierto"); y Tobise (Fondo del mar alto).

※ El nombre japonés proviene del nombre chino

⊕ El nombre chino proviene del nombre japonés
Las islas están situadas en el borde de la plataforma continental del continente asiático en el Mar de la China Oriental, y están separadas de las islas Ryukyu por la depresión de Okinawa. Las islas se sitúan a 140 kilómetros (87 millas) del islote Pengjia, Taiwán; y a 170 kilómetros (106 millas) al norte de la isla Ishigaki, Japón; 186 km (116 millas) al noreste del puerto de Keelung, Taiwán; y 410 km (255 millas) al oeste de la isla de Okinawa.
La isla más grande del grupo, Uotsuri-jima, está esencialmente constituida por gres y rodeada de un arrecife de coral. Siete pequeñas fuentes y arroyos constituyen la red hidrográfica. La disponibilidad en agua dulce no sería suficiente para una población importante.

## Geología

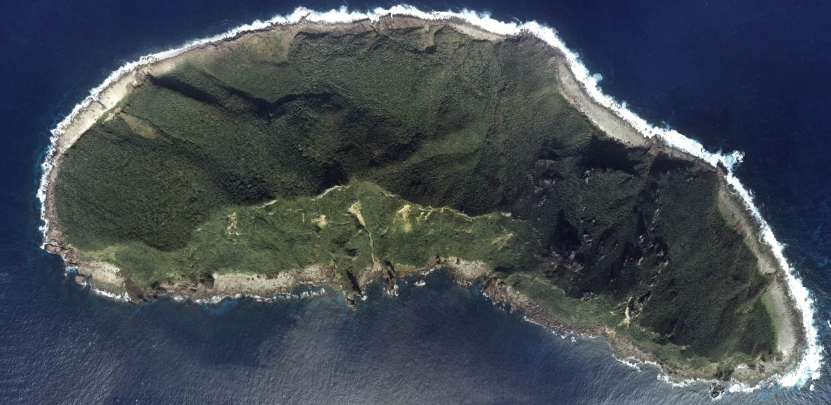
Vista aérea de Diaoyu Dao, Diaoyu Tai o Uotsuri Jima.

Este grupo de islas aisladas y actualmente deshabitadas, se hallan ubicadas sobre la plataforma continental; y la profundidad de los fondos se sitúa entre 150 y 200 metros, en el noroeste de la Fosa de Okinawa (plataforma continental del margen Sudeste de China). La presencia de la fosa de Okinawa y la posición de estas islas en el contexto del cinturón de fuego del Pacífico es objeto de discusiones entre científicos chinos y japoneses en materia de justificación territorial. A pesar de las discordias, este grupo de islas tiene una historia particular y la fauna y la flora distinta a las otras islas del archipiélago Ryukyu. Los períodos de aislamiento o de atadura a otras tierras (movimientos eustáticos y tectónicos) definieron la historia de las especies que las pueblan.
Durante el Terciario y el Cuaternario, el conjunto de islas Nansei (Ryukyu y Senkaku) se han unido y separado muchas veces de forma simultánea, tanto al continente asiático como a otras islas japonesas. Gran parte de la isla Ryukyu alberga numerosos organismos endémicos como mamíferos (Felis iriomotensis y Pentalagus furnessi). El período de aislamiento de Senkaku fue más largo sin duda que el del conjunto de Ryukyu, llegando a ser de más de seis millones de años en el Plioceno. El grupo isleño ha sido unido con el continente en ciertos períodos del Pleistoceno, en particular durante la bajada del nivel marino del último período glaciar cuaternario.
El estudio de la descendencia de las especies de cangrejos de agua dulce (Geothelphusa) de Taiwán en la isla Ryukyu parece mostrar que su especiación es el resultado de los ciclos de períodos glaciares e interglaciares durante el Pleistoceno.
En el momento del Último Máximo Glaciar (hacia 22 000–20 000 años antes de nuestra era), el nivel de los mares era entre 120 a 140 metros más bajo en este sector, y una parte de las islas formaban parte del Asia continental; mientras que la otra se hallaban muy próximas de la costa. Con el ascenso del nivel del mar, el grupo Senkaku y Taiwán parecen haber sido aislados del continente más recientemente, durante el Tardoglaciar, es decir menos de 15 000 años.

## Fauna y flora

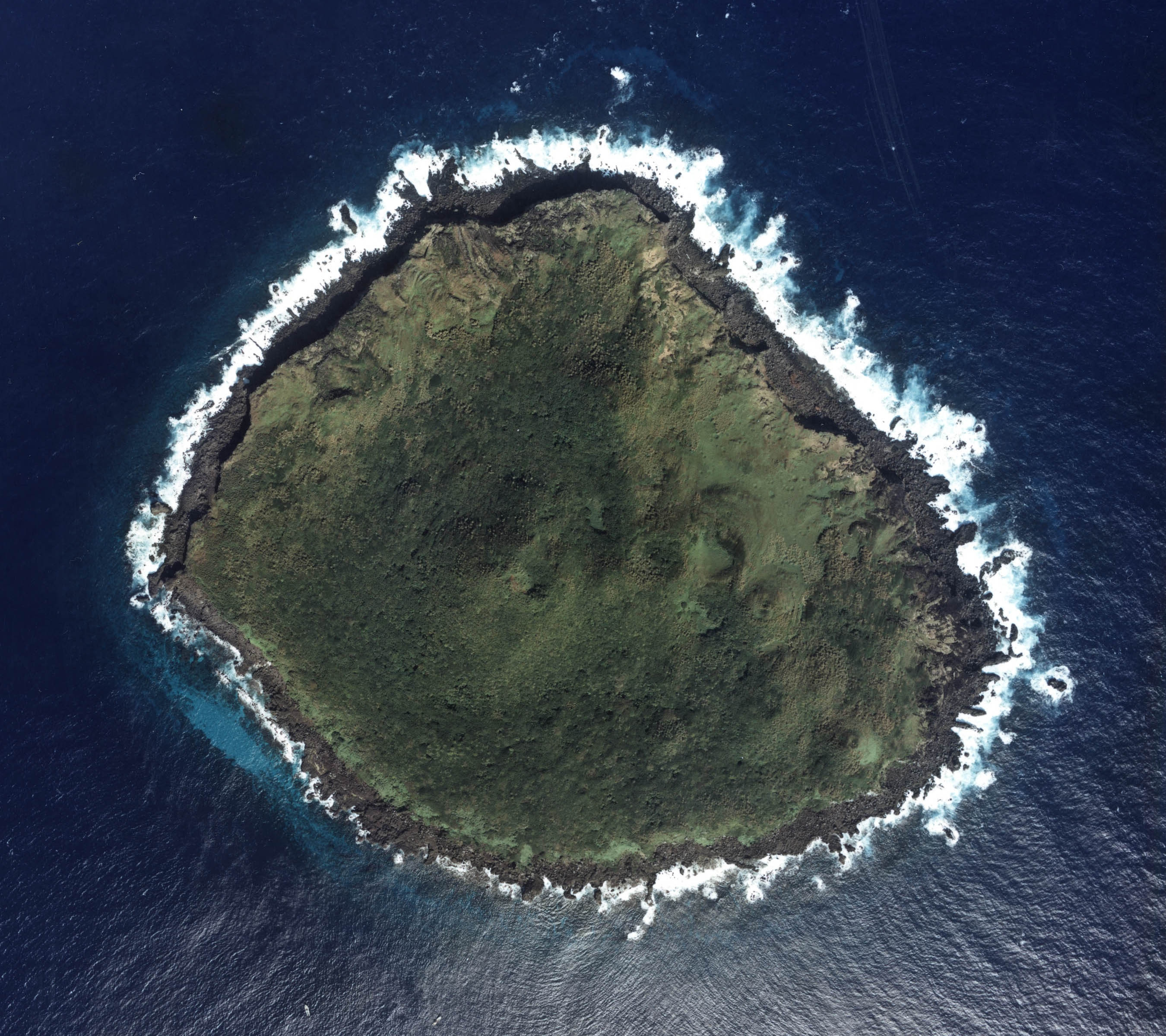
Vista aérea de Huba Jima, o Huangwei Yu.

La isla más grande del grupo, Uotsuri-jima, se encuentra principalmente cubierta de bosques de Livistona, Subglobosa, Arenga tremula, Ficus microcarpa y Planchonella obovata. Los arbustos de la zona costera esencialmente son Scaevola taccada. Las formaciones vegetales naturales de estas islas son amenazadas por la introducción de especies alóctonas invasoras.
El aislamiento de las islas y los islotes permitió el desarrollo de descendencias específicas y la protección de los medios insulares frágiles es necesaria, debido a la presencia de especies endémicas y de especies en peligro. Treinta y cuatro aves terrestres han sido censadas allí. Seis especies y subespecies de reptiles viven en la isla Senkaku (Gekko hokouensis Pope, Eumeces elegans Boulenger, Scincella sp., Ramphotyphlops braminus Daudin, Elaphe carinata carinata Gunther y Dinodon rufozonatus rufozonatus Cantor). No hay ningún batracio. El aislamiento del grupo insular y los conflictos territoriales no han permitido estudios exhaustivos o el diseño de una protección eficaz.
Diaoyu Dao/Uotsuri Jima, la isla más grande, tiene un número de especies endémicas como Mogera uchidai (topo de Senkaku) y las hormigas Okinawa-kuro-oo-ari, pero estas especies están amenazadas por cabras domésticas que fueron introducidas en la isla en 1978 y cuya población ha aumentado a más de 300 desde entonces.
Entre todas las islas, Nan Xiaodao/Minami Kojima es uno de los lugares de cría de los raros albatros de cola corta (Phoebastria albatrus). El Albatros de cola corta nidifica sobre Torishima y Minami-kojima. El Albatros a cola corta fue el más difundido de entre las tres especies de albatros del Pacífico Norte. Millones de aves fueron exterminadas por sus plumas y huevos de forma que la especie se dio por extinguida en 1949. Algunas aves sobrevivieron, y gracias a las medidas de protección, quedando allí aproximadamente 2000 ejemplares; pero el futuro de la especie es incierto, la mayoría de los nidos de la población mundial se encuentra sobre el volcán activo de Torishima y las aves están amenazadas por las pesquerías de palangre. Las alteraciones climáticas constituyen otra incertidumbre por la reducción de la disponibilidad alimentaria modificando la temperatura de las aguas y, por un aumento de la frecuencia y de la intensidad de los tifones que amenaza la cría de los polluelos debido a lluvias más fuertes que erosionan las pendientes rígidas donde anidan las aves.

## Historia

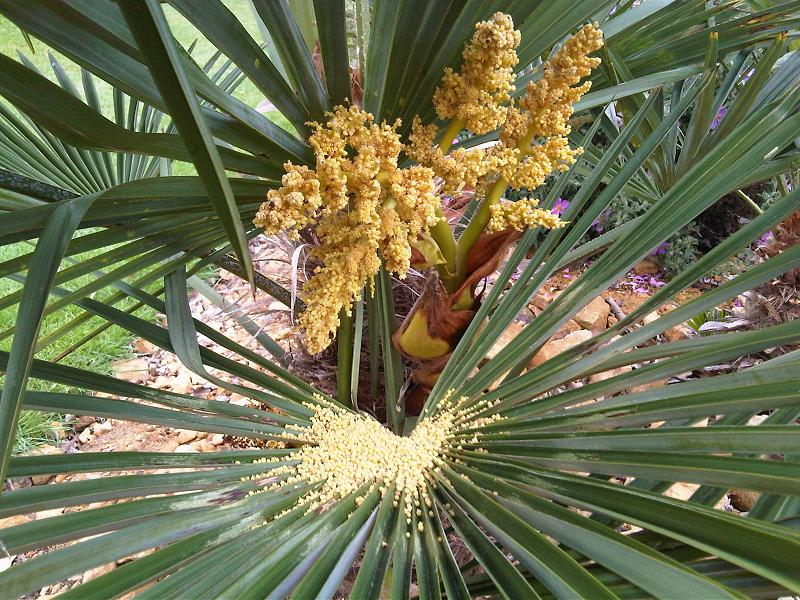
Livistona chinensis

El primer registro de denominación de las islas procede de la época de la dinastía china de Ming (siglos XIV - XVII) en libros como "El viaje con viento en popa" o "Viaja a Lew Chew". Los chinos de la dinastía Ming ya nombraban a estas islas Diaoyudao.
Japón después de abolir y anexionar el reino de Ryukyu (hoy día, prefectura de Okinawa) en 1879, aceleró su influencia sobre los territorios colindantes, de hecho, después de la victoria sobre China en la primera guerra sino-japonesa 1894-1895 tomó posesión de los territorios de la isla de Taiwán y sus archipiélagos subyacentes. En 1895 Japón se hizo con el control de las islas Senkaku. Por lo tanto, estas islas quedan bajo la administración japonesa, de 1895 a 1940.
Consideradas en términos de derecho internacional como «terra nullius» porque nunca fueron ocupadas de modo permanente, estas islas fueron ofrecidas por la emperatriz Cixi a uno de sus herbolarios, Sheng Xuanhuai, en 1893, mientras que empresarios japoneses explotaban allí el guano y las plumas de albatros desde 1884. El archipiélago deshabitado es controlado sin embargo por Japón, a partir de 1895, fecha en la cual China cede al imperio del Japón las islas de Taiwán, Pescadores y la península de Liaodong con Port-Arthur en virtud del tratado de Shimonoseki que es continuación de la guerra sino-japonesa de 1894-1895. Ambos acontecimientos, la ocupación japonesa de las islas a partir de enero de 1895 y, la conquista de varios territorios chinos gracias al tratado de Shimonoseki después de abril de 1895, son considerados por las autoridades japonesas como dos elementos distintos. Al contrario, desde del punto de vista chino, se considera que los dos son vinculados y que Japón sacó provecho del fin de la guerra sino-japonesa para acaparar ciertas islas deshabitadas que pertenecían a China.

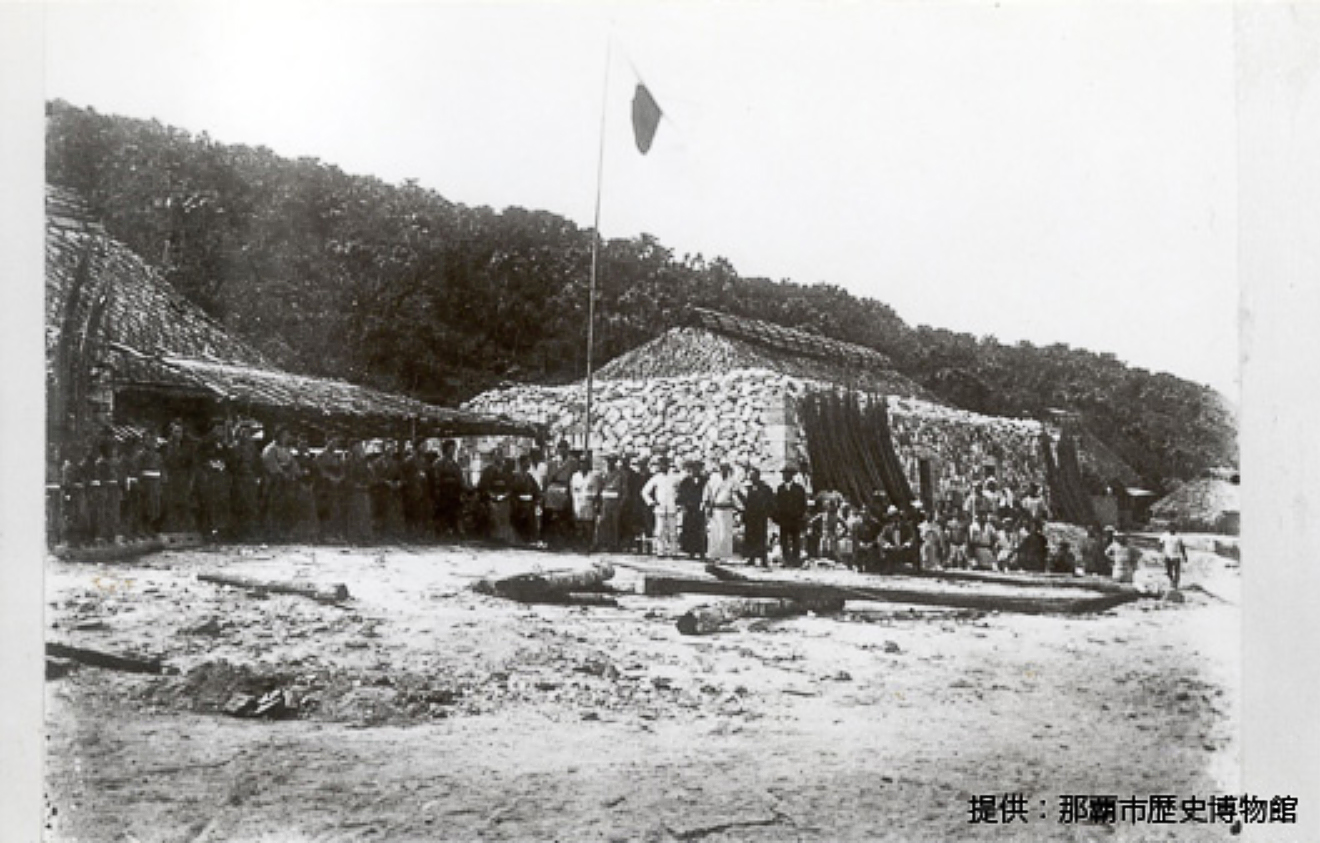
Factoría de pesca de Bonito en el archipiélago Senkaku, hacia el año 1910 aprox.

A partir de 1896, el gobierno de Japón cede estas islas al industrial Tatsushiro Koga, que desarrolla allí una empresa de pesca de bonitos, con factoría de mojama de bonito y de tratamiento de plumas de albatros en la cual emplea a 280 personas. A su muerte en 1918, su hijo Zenji le sucede. La sociedad empresarial quiebra en los alrededores de 1940 y las islas son abandonadas y vuelven a quedar desiertas. Los terrenos quedan sin embargo en propiedad de la familia Koga.
Tras el final de la Segunda Guerra Mundial pasaron a estar bajo control de los países aliados, mientras China se encontraba en guerra civil, los Estados Unidos administraron las islas y su Marina utilizó Kuba-jima y Taisho-jima como zonas de maniobra. En aquellos años, Taiwán es devuelto a China, oficialmente al final de la ocupación de Japón por los Estados Unidos (1945-1952) por medio del tratado de San Francisco (1951) pero no las islas Senkaku que son administradas por los Estados Unidos hasta 1972.
En 1971, descubrieron que había posibilidad de recursos subterráneos, y esto suscitó los intereses sobre las islas; China y Taiwán empezaron a reclamar el dominium. En 1972, el archipiélago de Okinawa fue devuelto a Japón y, junto con él, EE. UU. cedió la administración de las islas Senkaku a Japón.
En agosto de 1971, las autoridades de la República de China (Taiwán) ratifican el Convenio sobre el derecho del mar de 1958 y declaran Senkaku como parte integral de su territorio adoptando el principio del prolongamiento natural de la plataforma continental, y la reivindicación es simbolizada por la erección de una bandera de Taiwán en la isla de Uotsuri shima / Diaoyu. Paralelamente, estudiantes de Taiwán lanzan una campaña de manifestaciones conocida bajo el nombre del movimiento Baodiao, entre quienes figura Ma Ying-jeou (elegido presidente de Taiwán en 2008). Las autoridades de la República Popular de China expresaron oficialmente su solicitud el 30 de diciembre de 1971 indicando que las Islas Diaoyu son dependientes de Taiwán y, por lo tanto, al igual que Taiwán, parte inseparable del territorio chino.
El propietario Zenji Koga vende la posesión de sus tierras (Uotsuri-jima, Kuba-jima, Kita-kojima y Minami-kojima) a Kunioki Kurihara entre 1972 y 1988.
En 1978, un centenar de barcos chinos se aproximan a la isla de Uotsuri. En 1978, en respuesta, un grupo nacionalista japonés, Nihonseinensha, bajo protesta de China y Taiwán, construyó un faro en Uotsuri Jima, que fue posteriormente tomado por el gobierno japonés en 2005.
El 7 de octubre de 1996 algunos manifestantes colocaron las banderas de Taiwán y la República Popular China en la isla principal, luego fueron evacuados por los japoneses.
Kunioki Kurihara revende la isla de Kuba-jima a su hermana Kazuko en 1997, mientras que la última isla, Taisho-jima, pertenece al gobierno japonés. A partir de 2002, la familia Kurihara le alquila tres islas al Ministerio japonés de Asuntos Interiores y de Comunicaciones, y la cuarta al Ministerio de Defensa.
En 1997, China y Japón se ponen de acuerdo una zona de pesca distante de cincuenta millas del archipiélago. En 2008, se ponen de acuerdo sobre la explotación común de posibles campos de gas y de petróleo en la zona llamada Chunxiao en China y Shirakaba a Japón, sin llevarlo a término.
A lo largo de los años se repiten incidentes que implican barcos chinos/taiwaneses y japoneses que se producen regularmente alrededor de estas islas:
- En 2004, activistas chinos desembarcan en las islas y son detenidos; dos días más tarde, el primer ministro japonés Jun'ichirō Koizumi pide su devolución en China.
- En febrero de 2007, Japón protesta contra la intrusión de un buque de exploración chino.
- En octubre de 2007, Japón denuncia la tentativa de desembarco de militantes nacionalistas chinos.
- El 10 de junio de 2008, un barco de pesca de Taiwán y un barco de la guardia costera de Japón colisionan. El barco de Taiwán se hunde una hora más tarde: los trece pescadores y los tres miembros de tripulación son socorridos por el barco de patrulla, sólo un miembro de la tripulación es herido. El Ministerio de Asuntos Exteriores de Taiwán llama a consulta en Taipéi a su representante en Tokio, y exige la presentación de excusas y una compensación por parte de Japón. Algunos días más tarde, un barco de nacionalistas escoltado por nueve patrulleros militares de Taiwán giran alrededor de Uotsuri-jima, antes de regresar a Taiwán; Japón llama entonces a «administrar esta cuestión con calma». En diciembre de 2008, Japón denuncia la entrada de dos barcos de vigilancia chinos.
- El 7 de septiembre de 2010, un barco pesquero chino embistió a dos barcos patrulla japoneses de la Guardia Costera en aguas en disputa cerca de las islas. La colisión se produjo después de que la Guardia Costera japonesa ordenara al pesquero detener sus actividades. Después de las colisiones, los marineros japoneses abordaron el buque chino y detuvieron al capitán Zhan Qixiong. China convocó hasta cuatro veces a consultas al embajador nipón en Pekín para transmitirle la «ilegalidad» de esos actos, e incluso congeló las relaciones a nivel de ministros con Japón. El 24 de septiembre de 2010 Japón, ante las presiones de China decidió poner en libertad sin cargos al capitán del barco pesquero chino involucrado en el incidente. El 25 de septiembre, el gobierno chino hizo al gobierno japonés una demanda de disculpa y pidió una indemnización por la detención de Zhan Qixiong, pero Japón la rechazó. El 16 de octubre del mismo año, unos 3000 manifestantes japoneses protestaron por el incidente en la embajada china en Tokio. En los días sucesivos se recibieron cartas de amenaza a la representación china. Los días 16 y 17 de octubre, en Chengdu, Xi'an, Hangzhou, Zhengzhou y algunas ciudades más, unos 30 000 ciudadanos chinos se manifestaron contra Japón y hubo casos de vandalismo contra centros comerciales de origen japonés y restaurantes japoneses. El sentimiento antinipón de los chinos hacía presagiar la vuelta a 2004, cuando las relaciones entre ambos países estaban muy deterioradas. No obstante el gobierno chino apaciguó las manifestaciones desautorizándolas.
- El 29 de junio de 2011, patrulleros japoneses acompañados por un helicóptero rechazan un barco de pesca de Taiwán localizado al parecer a treinta millas náuticas del archipiélago, Da Fa 268, con seis pescadores a bordo, entre los cuales el activista Huang Hsi-lin.
- El 4 de julio, China protesta contra la presencia de barcos de pesca japoneses cerca de las islas. El 24 de agosto, dos barcos de pesca chinos penetran en la zona territorial japonesa por primera vez desde el incidente de septiembre de 2010, provocando una protesta oficial japonesa.

## Tensión entre Japón, China y Taiwán por las islas en 2012
El 3 de enero de 2012, cuatro japoneses, entre los que hay dos concejales de la ciudad de Ishigaki, Hitoshi Nakama y Tadashi Nakamine fueron a las islas, particularmente en Uotsuri-jima, sin el permiso del gobierno japonés. El 16 de marzo, un buque chino penetra las aguas jurisdiccionales japonesas a pesar de las alertas repetidas por los guardacostas, lo que llega a provocar una reacción oficial del primer ministro japonés Yoshihiko Noda.
El 5 de julio, en reacción a la propuesta de Shintarō Ishihara, un barco de pesca de Taiwán que transporta a activistas y que es acompañado por buques de patrulla entra en las aguas del archipiélago, a 1,5 km de Uotsuri-shima, reivindicando las islas como territorio taiwanés. Se produce un choque con los guardacostas japoneses, sin daños mayores. El 11 de julio, tres patrulleros chinos penetran las aguas jurisdiccionales que rodean las islas.

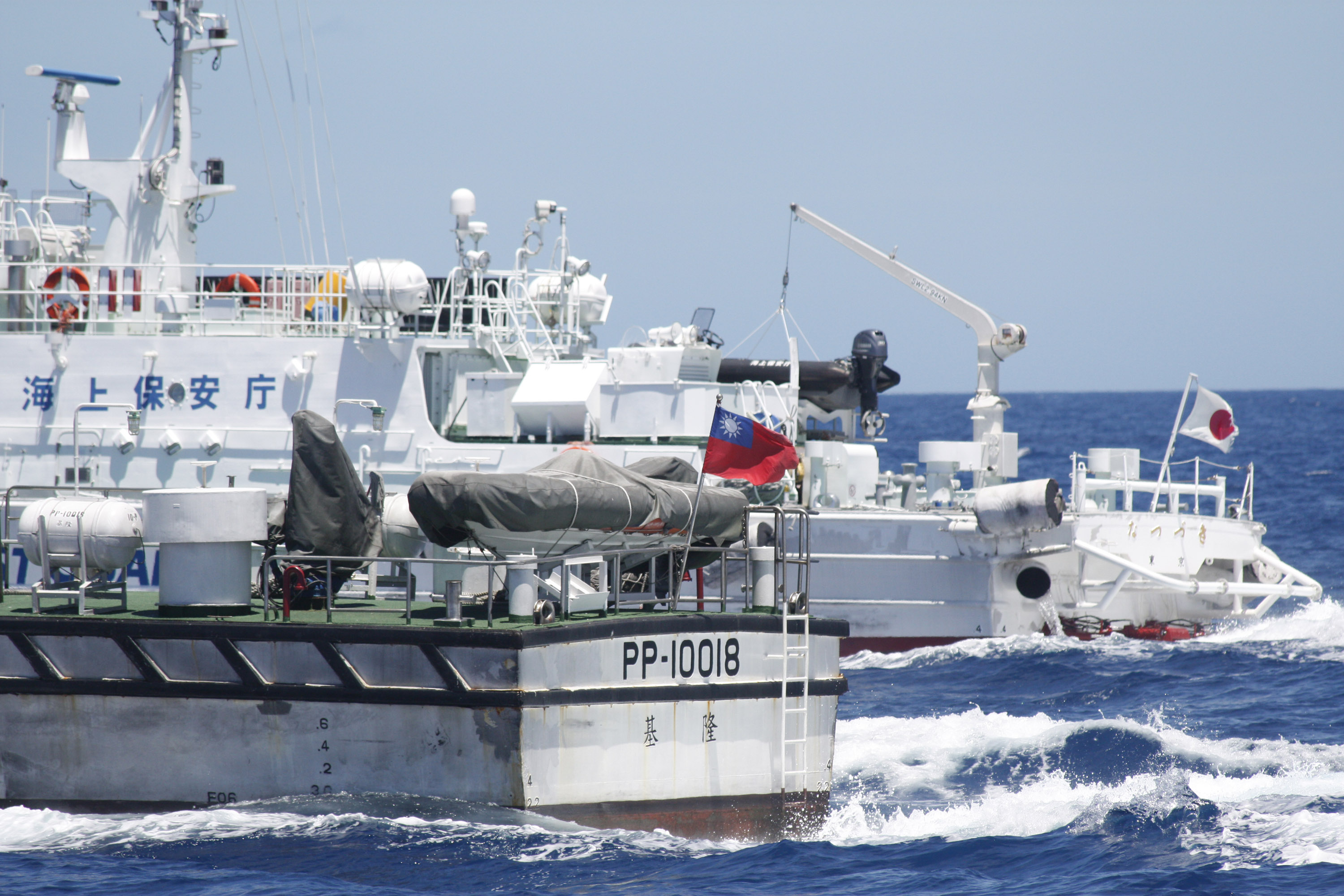
Patrulleras de la República de China y de Japón en torno al archipiélago, durante los incidentes de julio de 2012.

El 15 de agosto, día aniversario del Discurso del emperador Hirohito, que marca la capitulación de Japón en 1945, catorce chinos miembros de un «Comité de Acción para la Defensa de las Islas Diaoyu» y embarcados en Hong Kong atracan sobre Uotsuri-jima con el fin de plantar la bandera china, y de protestar contra el proyecto de parlamentarios japoneses de visitar estos islotes. Son detenidos por la policía japonesa después de haber izado la bandera, y puestos en libertad poco después, y expulsados de Japón a los pocos días.
El 19 de agosto, una decena de militantes nacionalistas japoneses desembarca algunas horas en Uotsuri-jima para plantar allí la bandera japonesa y reivindicar que este territorio es japonés. Los guardacostas japoneses que vigilaban la flotilla de una veintena de barcos desde su llegada (Tokio había prohibido desembarcar) no procedieron a ninguna detención, particularmente a causa de la presencia de cargos electos a bordo. La flotilla con sus unos 150 pasajeros se fue de nuevo hacia la isla Ishigaki al extremo meridional de Japón, de donde se había salido. China pide entonces en Japón «acabar inmediatamente toda acción que atenta contra su soberanía territorial» y Taiwán acusa Japón de «ocupar socarronamente» el archipiélago. Esta expedición provocó manifestaciones antijaponesas por lo menos en seis ciudades chinas: Cantón, Shenzhen, Hangzhou, Qingdao, Shenyang y Harbin.
En septiembre de 2012 el gobierno japonés anunció la compra de tres de las islas, lo que provocó violentas manifestaciones antijaponesas en China y protestas diplomáticas por parte de Taiwán, elevando la tensión entre las partes.
El 25 de septiembre de 2012, 81 embarcaciones de Taiwán acompañadas por una decena de patrulleros de los guardacostas de Taiwán navegaron a la altura de las islas Senkaku, con el fin de defender, frente a Japón, la soberanía de la República de China (Taiwán) sobre estas islas así como los derechos de pesca de Taiwán en la zona. Resultó de eso un choque con los guardacostas japoneses, que hicieron uso de cañones de agua. El presidente de la República de China (Taiwán), Ma Ying-jeou, apoyó sin reserva a esta acción, según indicaron sus servicios de prensa. Japón oficialmente ha elevado una protesta al gobierno de Taiwán.